# Wallace Beery
Wallace Beery (Kansas City, Misuri, 1 de abril de 1885-Beverly Hills, California, 15 de abril de 1949) fue un actor cinematográfico estadounidense, ganador de un Oscar. Es conocido principalmente por su interpretación del director general Preysing en Grand Hotel (1932) y de Long John Silver en La isla del tesoro (1934).

## Biografía
Nacido en Kansas City, Misuri, sus padres eran Noah W. Beery y Marguerite Fitzgerald Beery. Era el hermano menor de los actores William Beery y Noah Beery, este último también con una larga carrera cinematográfica, además de tío del actor Noah Beery, Jr. Según el censo de los Estados Unidos, los tres hermanos Beery tenían los mismos padres, por lo cual no eran medio hermanos, como algunas fuentes han afirmado. Wallace Fitzgerald Beery se unió al circo de los Ringling Brothers a los dieciséis años de edad, como ayudante de un entrenador de elefantes. Dejó el circo dos años después, tras ser herido por un leopardo. Encontró trabajo en Nueva York, en un espectáculo de variedades, y empezó a actuar en el teatro de Broadway. En 1913 se trasladó a Chicago para trabajar para Essanay Studios. Posteriormente iría a California, para seguir actuando con los mismos estudios en la localidad de Niles.
En 1915, Beery protagonizó con su esposa, Gloria Swanson, Sweedie Goes to College. El matrimonio no sobrevivió al alcoholismo y a la violencia doméstica. En los años siguientes empezó a interpretar a villanos en diversas películas, y en 1917 fue Pancho Villa en Patria. Beery volvería a interpretar el personaje diecisiete años más tarde.
Entre sus mejores títulos mudos se incluyen The Lost World (1925; como profesor Challenger, basada en la obra de Arthur Conan Doyle), Robín de los bosques, con Douglas Fairbanks (1922; Beery interpretaba al Rey Ricardo Corazón de León en este film y en una secuela filmada al año siguiente y titulada Richard the Lion-Hearted), Last of the Mohicans (1920), The Round-Up (1920,  con Roscoe Arbuckle), Old Ironsides (Trípoli) (1926), Now We're in the Air (1927), The Usual Way (1913), y Beggars of Life (1928, con Louise Brooks).
Con la transición al cine sonoro, durante un tiempo permaneció sin trabajo, pero Irving Thalberg no puso objeción a la áspera voz de Beery para interpretar papeles de carácter, por lo que le facilitó un contrato con Metro-Goldwyn-Mayer.
Beery actuó en la muy taquillera película de 1930 The Big House (por la cual fue nominado al Oscar al mejor actor). El mismo año rodó Min and Bill, con Marie Dressler, la película que le confirmó como uno de los actores más taquilleros. Posteriormente actuó en The Champ, de 1931, ganando por su interpretación el Oscar al mejor actor. En 1934 interpretó a Long John Silver en La isla del tesoro. Recibió una medalla de oro en el Festival Internacional de Cine de Venecia por su interpretación de Pancho Villa en Viva Villa! (1934), con Fay Wray. Otras películas de Beery que merecen destacarse son Billy the Kid (1930), con Johnny Mack Brown; The Secret Six (1931), con Jean Harlow y Clark Gable; Hell Divers (1931), con Gable; Grand Hotel (1932), con Joan Crawford; Tugboat Annie (1933), con Dressler; Dinner at Eight (1933), junto a Jean Harlow; The Bowery, con George Raft y Pert Kelton ese mismo año; China Seas (1935), con Gable y Harlow; y Ah, Wilderness! (1935), basada en la obra de Eugene O'Neill, con un papel más adelante interpretado en Broadway por Jackie Gleason en una versión musical. Durante la década de 1930 las películas de Beery estuvieron de manera regular en la lista de las más taquilleras de Hollywood, y uno de los puntos de su contrato con MGM le convirtió en el actor mejor pagado del mundo. Se lo considera uno de los responsables, junto al productor Albert R. Broccoli, de la muerte del comediante Ted Healy en diciembre de 1937.
Hizo varias comedias con Marie Dressler (Min and Bill y Tugboat Annie, ambas con un gran éxito) y Marjorie Main, pero su carrera perdió intensidad en su última década. En 1943 su hermano Noah Beery trabajó con él en el film de propaganda bélica Salute to the Marines, seguido por Bad Bascomb (1946) y The Mighty McGurk (1947).
Su segunda esposa fue Rita Gorman. Juntos adoptaron a la hija de un primo de Rita. El matrimonio acabó en divorcio. Wallace Beery falleció en su domicilio en Beverly Hills, California, a causa de un infarto agudo de miocardio, con 64 años de edad, y fue enterrado en el Cementerio Forest Lawn Memorial Park en Glendale, California.

## Filmografía
- His Athletic Wife (1913)
- In and Out (1914)
- The Ups and Downs (1914)
- Cheering a Husband (1914)
- Madame Double X (1914)
- Ain't It the Truth (1915)
- Two Hearts That Beat as Ten (1915), con Ben Turpin.
- The Fable of the Roistering Blades (1915)
- The Broken Pledge (1915), con Gloria Swanson.
- A Dash of Courage (1916), con Gloria Swanson.
- Are Waitresses Safe? (1917), con Ben Turpin.
- Maggie's First False Step (1917)
- Patria (1917; como Pancho Villa en un papel secundario) con Irene Castle, Milton Sills, y Warner Oland.
- 813 (1920)
- The Mollycoddle (1920), con Douglas Fairbanks.
- The Round-Up (1920), con Roscoe "Fatty" Arbuckle.
- The Last of the Mohicans (1920)
- The Four Horsemen of the Apocalypse (1921), con Rodolfo Valentino
- I Am the Law (1922), con Noah Beery
- Robin Hood (Robín de los bosques) (1922), con Douglas Fairbanks.
- The Flame of Life (1923)
- Stormswept (1923), con Noah Beery.
- Three Ages (Las tres edades) (1923), con Buster Keaton.
- Richard the Lion-Hearted (1923; secuela de Robin Hood).
- The Drums of Jeopardy (1923)
- The Lost World (Mundo perdido) (1925; aventura basada en la obra de Arthur Conan Doyle en la cual Beery interpretaba al Profesor Challenger), con Lewis Stone (y Arthur Conan Doyle como él mismo en un frontispicio).
- Old Ironsides (Trípoli) (1926), con George Bancroft y Charles Farrell.
- Casey at the Bat (1927), con Ford Sterling y Zasu Pitts.
- Now We're in the Air (1927), con Louise Brooks (film perdido).
- Beggars of Life (Mendigos de la vida) (1928), con Louise Brooks y Richard Arlen.
- Chinatown Nights (La frontera de la muerte) (1929), con Warner Oland y Jack Oakie.
- The Big House (El presidio) (1930), con Chester Morris, Lewis Stone y Robert Montgomery.
- Billy the Kid (1930), con Johnny Mack Brown (acreditado como "John Mack Brown").
- Way for a Sailor (En cada puerto un amor) (1930), con John Gilbert .
- A Lady's Morals (1930; como P.T. Barnum)
- Min and Bill (1930), con Marie Dressler
- The Stolen Jools (1931; corto de 20 minutos), con Edward G. Robinson y Buster Keaton
- The Secret Six (Los seis misteriosos) (1931), con Jean Harlow y Clark Gable
- The Champ (1931; Oscar al mejor actor), con Jackie Cooper.
- Hell Divers (Titanes del cielo) (1931), con Clark Gable.
- Grand Hotel (1932), con Greta Garbo, John Barrymore y Joan Crawford.
- Flesh (Carne) (1932; como un luchador, dirigida por un John Ford que no aparece en los créditos).
- Tugboat Annie (Ana, la del remolcador) (1932), con Marie Dressler, Robert Young, y Maureen O'Sullivan.
- Cena a las ocho (1933), con Marie Dressler, John Barrymore, Jean Harlow y Lionel Barrymore.
- The Bowery (El arrabal) (1933), con George Raft, Jackie Cooper, Fay Wray y Pert Kelton.
- Viva Villa! (1934; como Pancho Villa otra vez), con Fay Wray (rodada en México).
- La isla del tesoro (1934; como Long John Silver), con Lionel Barrymore y Lewis Stone.
- The Mighty Barnum (El poderoso Barnum) (1934; otra vez como P. T. Barnum)
- West Point of the Air (Nido de águilas) (1935), con Robert Young, Maureen O'Sullivan, Rosalind Russell, y Robert Taylor.
- Mares de China (1935), con Clark Gable y Jean Harlow.
- O'Shaughnessy's Boy (1935), con Jackie Cooper.
- Ah, Wilderness! (Ayer como hoy) (1935), con Lionel Barrymore y Mickey Rooney.
- A Message to Garcia (1936), con Barbara Stanwyck y Alan Hale, Sr.
- Old Hutch (1936)
- The Good Old Soak (1937), con Betty Furness y Ted Healy.
- Slave Ship (Redención) (1937), con Warner Baxter y Mickey Rooney.
- The Bad Man of Brimstone (1937), con Noah Beery.
- Port of Seven Seas (1938; escrita por Preston Sturges y dirigida por James Whale), con Maureen O'Sullivan.
- Stablemates (Uña y carne) (1938), con Mickey Rooney.
- Stand Up and Fight (1939), con Robert Taylor y Charles Bickford.
- Sergeant Madden (1939; dirigida por Josef von Sternberg), con Laraine Day.
- Thunder Afloat (1939), con Chester Morris.
- The Man From Dakota (1940), con Dolores del Río.
- 20 Mule Team (Puño de hierro) (1940), con Anne Baxter y Noah Beery, Jr.
- Wyoming (1940), con Ann Rutherford.
- The Bad Man (1941), con Lionel Barrymore, Laraine Day, y Ronald Reagan.
- Barnacle Bill (1941), con Marjorie Main.
- The Bugle Sounds (1942), con Marjorie Main, Lewis Stone, y George Bancroft.
- Jackass Mail (1942), con Marjorie Main.
- Salute to the Marines (1943, en color), con Noah Beery.
- Rationing (1944), con Marjorie Main.
- Barbary Coast Gent (1944), con Chill Wills y Noah Beery.
- This Man's Navy (1945), con Noah Beery.
- Bad Bascomb (1946), con Marjorie Main.
- The Mighty McGurk (1947), con Dean Stockwell y Edward Arnold.
- Alias a Gentleman (1948), con Gladys George y Sheldon Leonard.
- A Date with Judy (Así son ellas) (1948), con Jane Powell, Elizabeth Taylor y Carmen Miranda.
- Big Jack (1949), con Richard Conte, Marjorie Main, y Edward Arnold.

## Premios y distinciones
Premios Óscar
| Año  | Categoría            | Película    | Resultado |
| ---- | -------------------- | ----------- | --------- |
| 1930 | Óscar al mejor actor | El presidio | Nominado  |
| 1933 | Mejor actor          | El campeón  | Ganador   |

Por su contribución a la industria cinematográfica, Wallace Beery tiene una estrella en el Paseo de la Fama de Hollywood, en el 7001 de Hollywood Boulevard.